# Jak Habib
Jak Habib (auch: Jak Habip, Habib Habip, Jack Habib; * 26. April 1912 in Istanbul; † 9. Februar 1995 in Istanbul) war ein jüdisch-türkischer Basketballspieler.

## Leben
Er wurde als eines von fünf Kindern des Avram Habib und der Kalo Manoah geboren. Im Alter von fünf Jahren wurde er in die jüdisch-säkulare französischsprachige Grundschule der Alliance Israélite Universelle (Alyans Okulu) in der Yazıcı-Straße in Kuledibi im Stadtteil Beyoğlu eingeschult. Nachdem diese Schulen vom türkischen Staat 1924 geschlossen worden waren, besuchte Habib die jüdische Schule in Hasköy. Während seiner Lehre in einem Textilgeschäft veranlasste ihn seine große Statur und seine Fähigkeit, schwere Textilballen zu heben und zu tragen, sich dem Sport zuzuwenden. Er wurde daraufhin Mitglied im jüdischen Jugend-Sportclub Istanbul Makabi, der ab 1927 auch eine Basketballmannschaft in die türkische Basketball-Liga entsandte.
Am 12. November 1943 heiratete Habib Sara Kokielev, mit der er zwei Töchter hatte.

## Karriere
Der jüdische Sportclub Istanbul Makabi stellte von 1927 bis 1933 den Meister der türkischen Basketball-Liga. Nach 1933 wechselten viele Spieler von Makabi zum ebenfalls jüdischen Verein Bar Kohba. Habib spielte von der Saison 1935/36 bis 1938/39 für Bar Kohba und nach dessen Selbstauflösung mit allen jüdischen Spielern der Mannschaft von 1939 bis 1943 zunächst für Beşiktaş, nach der Auflösung dieser Mannschaft dann von 1944 bis 1946 wiederum mit den jüdischen Mannschaftskameraden für Fenerbahçe, dessen erster Technischer Direktor (Manager) der Basketballmannschaft er zudem von 1944 bis 1948 war.
1935 nahm Habib an der zweiten und 1950 an der dritten Makkabiade teil.
Seine Karriere als Spieler der türkischen Amateur-Basketballnationalmannschaft begann mit dem ersten Länderspiel der türkischen Nationalmannschaft am 24. Juni 1936 gegen Griechenland (49:12). In diesem Spiel erzielte Habib 20 Punkte für die türkische Mannschaft. Der Sieg eröffnete dem Team die Teilnahme an den Olympischen Spielen 1936 in Berlin.
Unter Spielertrainer Rupen Semerciyan nahm er, zum Schutz vor antisemitischen Anfeindungen unter dem Namen Habib Habip, mit der türkischen Nationalmannschaft und seinen Teamkollegen Aleref Şeref Alemdar, Hayri Arsebük, Nihat Ertuğ, Naili Moran, Kamil Ocak, Hazdayi Penso, Dionis Sakalak und Sadri Usuoğlu am olympischen Basketballturnier 1936 auf dem Berliner Reichssportfeld teil. Nachdem Habib in einem Trainingsspiel gegen Litauen gestürzt war und sich den Arm gebrochen hatte, spielte er in den folgenden offiziellen Spielen mit bandagiertem Arm. Nach Niederlagen gegen Chile (16:30) und Ägypten (23:33) belegten die Türken den geteilten 19. und letzten Platz des Wettbewerbs.
Habib setzte seine Sportkarriere fort als Regional- und später als Nationalschiedsrichter.
Jaks jüngerer 1925 geborener Bruder Mordohay „Mordo“ Habib spielte als Jugendlicher ebenfalls Basketball für Galata und Fenerbahce, bevor er 1950 zum Tennis wechselte. Auch der jüngste der Habib-Brüder, Aron, spielte von 1944 bis 1949 bei Fenerbahçe. 1948 war er im Kader der Militärnationalmannschaft, die sich Ägypten und Syrien gegenübersah.
Alle drei Habib-Brüder spielten in der Saison 1945/46 gemeinsam für Fenerbahçe.